# 永清镇 (清水县)
永清镇，是中华人民共和国甘肃省天水市清水县下辖的一个乡镇级行政单位。

## 行政区划
永清镇下辖以下地区：
北城社区、城南社区、西关社区、东关社区、东关村、丰盛村、原泉村、义坊村、西关村、张杨村、暖湾村、杜沟村、温沟村、马沟村、南峡村、双场村、樊峡村、李沟村、苏屲村、常杨村、李崖村和雍陈村。